# Podlesice (województwo małopolskie)
Podlesice (do czerwca 2004 Podlesice I) – wieś w Polsce położona w województwie małopolskim, w powiecie miechowskim, w gminie Charsznica.
| SIMC    | Nazwa      | Rodzaj    |
| ------- | ---------- | --------- |
| 0233655 | Przysłonki | część wsi |
| 0233661 | Serwity    | część wsi |
| 0233678 | Wygoda     | część wsi |

W latach 1975–1998 miejscowość położona była w województwie kieleckim.